# Osaka International 2007
Die Osaka International 2007 im Badminton fanden vom 4. bis zum 8. April 2007 in der Präfektur Osaka statt.

## Medaillengewinner
| Disziplin    | Gold                      | Silber                          | Bronze                        |
| ------------ | ------------------------- | ------------------------------- | ----------------------------- |
| Herreneinzel | Sho Sasaki                | Shoji Sato                      | Park Sung-hwan                |
| Herreneinzel | Sho Sasaki                | Shoji Sato                      | Park Tae-sang                 |
| Dameneinzel  | Eriko Hirose              | Kanako Yonekura                 | Yu Hirayama                   |
| Dameneinzel  | Eriko Hirose              | Kanako Yonekura                 | Ai Goto                       |
| Herrendoppel | Han Sang-hoon Cho Gun-woo | Shuichi Sakamoto Shintaro Ikeda | Keita Masuda Tadashi Ohtsuka  |
| Herrendoppel | Han Sang-hoon Cho Gun-woo | Shuichi Sakamoto Shintaro Ikeda | Sigit Budiarto Fran Kurniawan |
| Damendoppel  | Aki Akao Tomomi Matsuda   | Kumiko Ogura Reiko Shiota       | Ikue Tatani Aya Wakisaka      |
| Damendoppel  | Aki Akao Tomomi Matsuda   | Kumiko Ogura Reiko Shiota       | Satoko Suetsuna Miyuki Maeda  |
| Mixed        | Keita Masuda Miyuki Maeda | Cho Gun-woo Hong Soo-jung       | Han Sang-hoon Kim Min-jung    |
| Mixed        | Keita Masuda Miyuki Maeda | Cho Gun-woo Hong Soo-jung       | Kenichi Hayakawa Mami Naito   |